# Pachnoda fissipunctum
Pachnoda fissipunctum es una especie de escarabajo del género Pachnoda, familia Scarabaeidae. Fue descrita científicamente por Kraatz en 1885.
Habita en República Democrática del Congo, Malaui, Kenia, Mozambique, Zimbabue, Congo, Ruanda, Tanzania, Zambia y Sudáfrica.